# Napier City Rovers FC
Der Napier City Rovers Football Club ist ein neuseeländischer Fußballklub aus Napier in der Region Hawke’s Bay.

## Vorgängerklubs

### Napier City
Der Klub wurde im Jahr 1938 als Napier High School Old Boys gegründet und änderte seinen Namen im Jahr 1969. In der Saison 1970 spielte man in der Division 2 und das beste Ergebnis im Chatham Cup war eine Teilnahme an der 5. Runde in der Ausgabe 1971 wo man am Ende mit 4:5 den Miramar Rangers unterlag.

### Napier Rovers
Der Klub wurde im Jahr 1946 gegründet. Von mindestens Ende der 1960er Jahre bis Anfang der 1970er Jahre spielte man in der Division 1. Die besten Teilnahmen beim Chatham Cup waren zwei Teilnahmen an der 6. Runde. Die erste war bei der Ausgabe 1965 wo man dann mit 1:3 gegen Diamond unterlag, diese Runde wurde auch als Viertelfinale ausgetragen. Die zweite endete mit einer 0:10-Niederlage gegen Hamilton.

## Geschichte

### Anfänge
Der Klub wurde am 6. Februar 1973 als Ergebnis einer Fusion des Napier Rovers AFC und des Napier City AFC gegründet. Gestartet in der Division 2 ging es erstmals zur Saison 1976 dann in die Division 1 von wo man nach zwei Spielzeiten aber wieder abstieg. Die Rückkehr in diese Spielklasse gelang dann zur Spielzeit 1980 und zur Runde 1982 kam es gar zum Aufstieg in die National Soccer League. Mit der Ausnahme der Saison 1986 war man in den folgenden Jahren auch stets Teil dieser Liga und nach dem Wiederaufstieg erstarkte die Mannschaft auch, was in der ersten nationalen Meisterschaft am Ende der Saison 1989 resultierte.
Nach der Einführung der Superclub League als neue erste Spielklasse in Neuseeland war man auch schließlich Teil dieses Wettbewerbs und konnte in allen drei Spielzeiten, welche ausgetragen wurden am Ende diese als Meister beenden. Der Nachfolger dieser Liga war dann die National Summer Soccer League ab der Saison 1996, wo man dann mit 42 Punkten über den fünften Platz nur knapp die Finals verpasste. In der Folgesaison gelang in der League stage aber mit 50 Punkten ein erster Platz und so auch die Qualifikation für die Finals. Mit einem 3:0-Sieg über Central United gelang hier dann auch der Einzug in das Finalspiel, wo man dann jedoch mit 1:3 Waitakere City unterlag. Auch in der Saison 1997/98 gelang wieder ein erster Platz diesmal ging es im Vergleich zum vorherigen Male aber direkt ins Finale und hier schlug man dann auch Central United mit 5:2, womit man nun erstmals wieder einen nationalen Meistertitel für sich gewinnen konnte.

### Frühe 2000er Jahre
Nachdem dies dann auch die letzte Saison dieser Liga war, wurde für die Saison 1999 einmalig die Island Soccer League ausgespielt. In der North Island Soccer League wurde man dann wiederum dritter, verpasste damit aber auch das Finalspiel. Von nun an wurde wieder die eingleisige National League ausgespielt. In der Saison 2000 platzierte sich die Mannschaft mit 35 Punkten auf dem zweiten Platz der Tabelle und ging so in die Finals. Im Halbfinale traf man auf Dunedin Technical und musste hier nach einem eigentlichen 4:3-Sieg im Elfmeterschießen noch einmal in ein Wiederholungsspiel, weil die Partie eigentlich durch ein Golden Goal hätte entschieden werden sollen, der Schiedsrichter dies aber nicht wusste. Das Wiederholungsspiel wenige Tage später endete dann mit einem 3:0-Sieg vor den abschließenden 90 Minuten. Im Finale traf man nun auf Waikato United gegen welche es auch nach Verlängerung noch 0:0 stand. Diesmal ging es dann auch nach den offiziellen Regeln ins Elfmeterschießen, welches Napier dann am Ende mit 4:2 gewann.
Diese Meisterschaft brachte dem Klub dann auch die erste Teilnahme an einem internationalen Wettbewerb ein. Beim OFC Champions Cup der Saison 2001 platzierte man sich mit 10 Punkten am Ende der Gruppenphase auf dem zweiten Platz und zog so in die nächste Runde ein. Mit einer 2:4-Halbfinalniederlage schied man hier aber gegen den vanuatuischen Klub Tafea F.C. aus. In der nationalen Liga gelang es in dieser Saison aber nicht erneut sich für die Finals zu qualifizieren, sondern man landete mit 28 Punkten knapp außerhalb der nötigen Punkteränge. Dies war jedoch nur ein vorübergehendes Tief und mit 42 Punkten ging man in der Saison 2002 wieder als erster in diese Saison. Nachdem man bereits im Halbfinale den Miramar Rangers mit 0:3 unterlag, durfte man aber nochmal ins Vorfinale gegen Tauranga City United antreten. Diese schlug man dann mit 5:3 und durfte darum trotzdem im Finale antreten. Mit 1:3 verlor man hier aber erneut gegen die Miramar Rangers. Zwar gelang am Ende der Saison 2003 wieder eine Qualifikation für die Finals, diesmal jedoch nur knapp und so war es nach einer 2:3-Niederlage gegen Central United auch schon wieder vorbei mit den Finals.

### Zeit ab 2004
Nachdem zur Saison 2004 die New Zealand Football Championship eingeführt wurde, verlor Napier seinen Erstliga Status, weil dort nun nur noch finanzstarke Franchise zugelassen waren. So trat man nun ab der Saison 2005 in der wiedereingeführten Capital Premier League an. Hier gehörte man auch mit zu den besten Teams und sicherte sich in der Folge in den Spielzeiten 2012, 2015, und 2018 die Meisterschaft. Mit der Wiedereinführung der National League und der Central League als einer der regionalen Ligen als Vorqualifikation für diese, hatte der Klub nun auch wieder die Möglichkeit Erstklassig zu spielen. Mit 17 Punkten am Ende der ersten Spielzeit 2021 verpasste man die Championship jedoch deutlich und landete nur auf einem siebten Platz. Nach der Saison 2022 gelang dann ein besserer Platz mit 28 Punkten, welcher dann auf für die Teilnahme an der Endrunde diesmal berechtigte. In der Championship gelangen aber am Ende auch nur 6 Punkte und so ein achter Platz.

## Erfolge
- National Soccer League
  - Meister: 1989
- Superclub League
  - Meister: 1993, 1994, 1995
- National Summer Soccer League
  - Meister: 1997/98
- National Club Championship
  - Meister: 2000
- Chatham Cup
  - Gewinner: 1985, 1993, 2000, 2002